# Antonino Gerbaudo
Antonino Gerbaudo (Narzole, 19 aprile 1937) è un ex calciatore italiano, di ruolo difensore.

## Carriera
Ha vestito la maglia del Torino dal 1957 al 1963, esordendo in Serie A il 4 maggio 1958 in Vicenza-Torino (1-1). Nella massima serie ha collezionato altre due presenze con l'Alessandria. Ha militato anche in Serie B con il Cosenza durante la stagione 1963-1964 e in Serie C con il Cagliari nel 1960-1961.

## Palmarès

### Club

#### Competizioni nazionali
- Serie B: 1

Torino: 1959-1960